# Гехи (приток Сунжи)
Гехи (чечен. Гихи)— река в России, протекает в Чечне.
Берёт начало в горах Большого Кавказа на северном склоне горы Яцебкорт. Устье реки находится в 116 км по правому берегу реки Сунжа. Длина реки — 57 км, площадь водосборного бассейна — 332 км². В долине реки находятся крупные чеченские селения Гехи и Гехи-Чу (Урус-Мартановский район). Средний расход воды — 2,11 м³/с.
Система водного объекта: Сунжа → Терек → Каспийское море.

## Данные водного реестра
По данным государственного водного реестра России относится к Западно-Каспийскому бассейновому округу, водохозяйственный участок реки — Сунжа от истока до города Грозный. Речной бассейн реки — Реки бассейна Каспийского моря междуречья Терека и Волги.
Код объекта в государственном водном реестре — 07020001112108200005659.

## Гехи в культуре
Раз — это было под Гихами,

Мы проходили темный лес;

Огнём дыша, пылал над нами

Лазурно-яркий свод небес.
(Лермонтов, «Валерик», 1840)
- В Санкт-Петербурге, в собрании военно-исторического музея есть картина художника Александра Козлова «Смерть генерал-майора Слепцова в бою на берегу реки Гехи 10 декабря 1851 года».

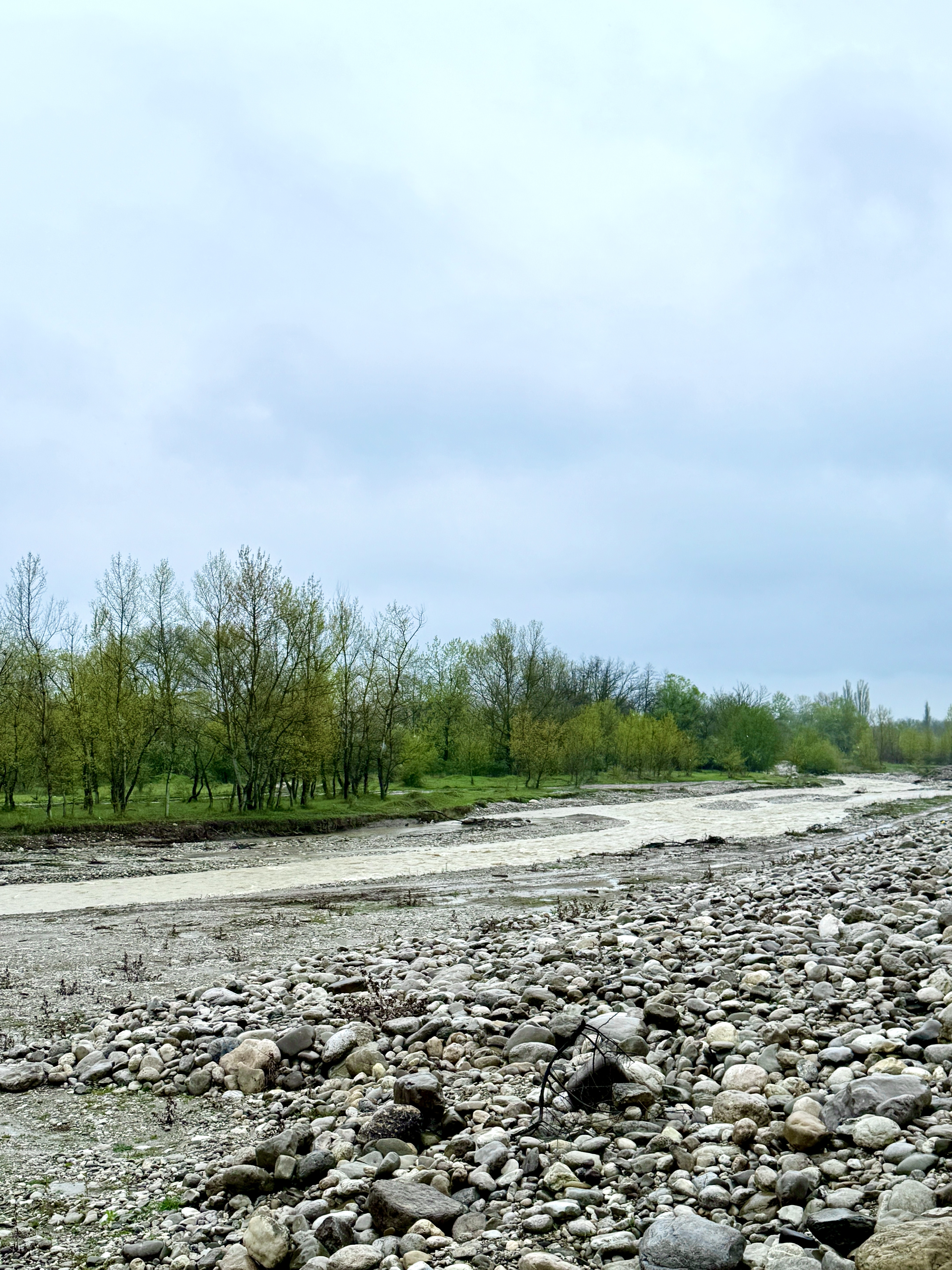
река Гехи в предгорьях (Гехи-Чу)

- река Гехи в предгорьях (Гехи-Чу)Художник А. И. Титовский в 1964 году создал серию рисунков посвященных пребыванию М. Ю. Лермонтова на Кавказе один из которых — «Чечено-Ингушетия. Река Гехи недалеко от одноименного селения»[5].

## Галерея

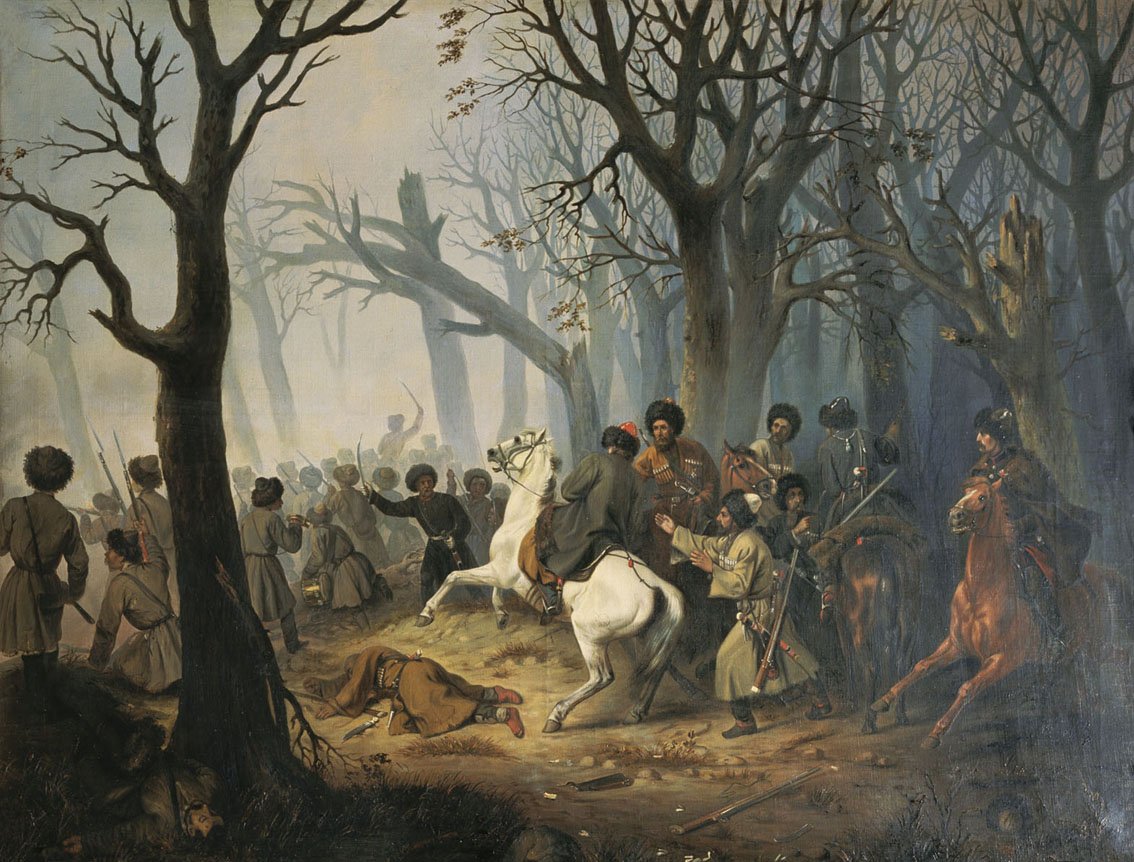
А. А. Козлов «Смерть генерал-майора Слепцова в бою на берегу реки Гехи 10 декабря 1851 года».
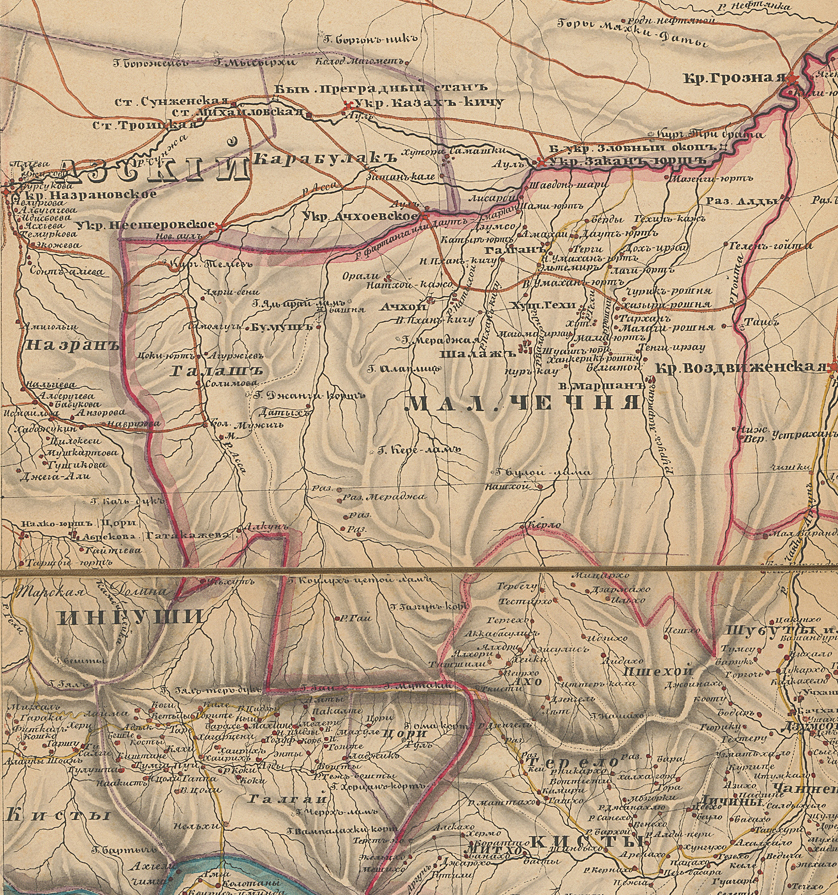
Карта Малой Чечни 1847 г.